# Платкил (Њујорк)
Платкил (енгл. Plattekill) насељено је место без административног статуса у америчкој савезној држави Њујорк.

## Демографија
По попису из 2010. године број становника је 1.260, што је 210 (20,0%) становника више него 2000. године.
| Група             | 2000.       | 2010.       |
| Белци             | 423 (40,3%) | 541 (42,9%) |
| Афроамериканци    | 86 (8,2%)   | 138 (11,0%) |
| Азијати           | 7 (0,7%)    | 2 (0,2%)    |
| Хиспаноамериканци | 527 (50,2%) | 560 (44,4%) |
| Укупно            | 1.050       | 1.260       |